# Gesonia evulsalis
Gesonia evulsalis är en fjärilsart som beskrevs av Walker 1866. Gesonia evulsalis ingår i släktet Gesonia och familjen nattflyn. Inga underarter finns listade i Catalogue of Life.